# Fausto Batignani
Fausto Batignani (2 de julio de 1903 - 2 de noviembre de 1975) fue un jugador uruguayo, que ocupaba la posición de arquero.
Jugó en los equipos de Liverpool Fútbol Club (la mayor parte de su carrera) y Club Nacional de Football.
En la selección uruguaya disputó 11 partidos, en los que le marcaron 6 goles en total. Su debut con la camiseta celeste se dio en el Campeonato Sudamericano 1922, allí disputó los cuatro partidos (ante Chile, Brasil, Argentina y Paraguay). También disputó los cuatro partidos (Argentina, Chile, Paraguay y Bolivia) en el Campeonato Sudamericano 1926, torneo en el que se consagra campeón con solo dos goles en contra. Formó parte del plantel ganador de la medalla de oro en los Juegos Olímpicos de Ámsterdam 1928, aunque no disputó ningún encuentro en dicho torneo (el golero titular era Andrés Mazali). Su último partido defendiendo a su selección fue un amistoso frente a Argentina en setiembre de 1928.